# Lacaille 9352
Lacaille 9352 (Lac 9352) là một ngôi sao trong chòm sao phía nam của Nam Ngư. Với cấp sao biểu kiến 7,34, ngôi sao này quá mờ để có thể nhìn bằng mắt thường ngay cả trong điều kiện điều kiện nhìn thấy tuyệt vời. Các phép đo thị sai đặt nó ở khoảng cách khoảng 10,74 năm ánh sáng (3,29 parsec) từ Trái Đất. Đây là hệ sao ngôi sao gần nhất thứ mười một với Hệ Mặt trời và là ngôi sao gần nhất trong chòm sao Piscis Austrinus. Mô phỏng ChView  cho thấy người hàng xóm gần nhất của nó là hệ thống ngôi sao ba sao EZ Aquarii ở khoảng 4,1 năm ánh sáng từ Lacaille 9352.

## Đặc điểm
Ngôi sao này có chuyển động riêng cao thứ tư, (lần đầu tiên được Benjamin Gould chú ý vào năm 1881) di chuyển tổng cộng 6,9 giây / năm. Tuy nhiên, đây vẫn là một chuyển động rất nhỏ tổng thể, vì có 3.600 giây cung ở một mức độ vòng cung. Các thành phần vận tốc không gian của ngôi sao này là (U, V, W) = (−93.9, −14.1, −51.4) km/s. Nếu vận tốc xuyên tâm (Vr) bằng +9,7 km / s thì khoảng 2.700 năm trước, Lacaille 9352 ở khoảng cách tối thiểu khoảng 10,63 ly (3,26%) so với Mặt Trời.
Phổ của Lacaille 9352 đặt nó ở một phân loại sao M0.5V, chỉ ra nó là một loại sao chuỗi chính được gọi là sao lùn đỏ. Đây là ngôi sao lùn đỏ đầu tiên có đường kính góc được đo, với đường kính vật lý chiếm khoảng 46% bán kính Mặt Trời. Nó có khoảng một nửa khối lượng Mặt trời  và lớp vỏ ngoài có nhiệt độ hiệu quả khoảng 3,626 K.

## Hệ hành tinh
Có 2 siêu Trái Đất đã được phát hiện vào tháng 6 năm 2020 (mang tên Lacaille 9352 b và c), và chúng nằm sát rìa vùng có thể sống được của sao mẹ. Hệ hành tinh còn có khả năng chứa hành tinh thứ ba, nhưng hành tinh này vẫn chưa được xác nhận. Hành tinh này có chu kỳ 50,7 ngày và cũng có thể nằm trong vùng có thể sống được. Hai hành tinh b và c được phát hiện bằng phương pháp vận tốc xuyên tâm từ các quan sát của HARPS ở Chile và HIRES ở Hawaii.
| Thiên thể đồng hành (thứ tự từ ngôi sao ra) | Khối lượng     | Bán trục lớn (AU) | Chu kỳ quỹ đạo (ngày) | Độ lệch tâm | Độ nghiêng | Bán kính |
| ------------------------------------------- | -------------- | ----------------- | --------------------- | ----------- | ---------- | -------- |
| b                                           | ≥ 4,2 ± 0,6 M🜨 | 0,068 ± 0,002     | 9,262 ± 0,001         | 0,09        | —          | —        |
| c                                           | ≥ 7,6 ± 1,2 M🜨 | 0,120 ± 0,004     | 21,789                | 0,22        | —          | —        |
| d (chưa xác nhận)                           | 8,3 M🜨         | ~0,21             | ~50,7                 | 0,25        | —          | —        |